# Sertulipora guttata
Sertulipora guttata är en mossdjursart som beskrevs av Harmelin och Jean-Loup d'Hondt 1992. Sertulipora guttata ingår i släktet Sertulipora och familjen Phoceanidae. Inga underarter finns listade i Catalogue of Life.